# Konstantinos Kourouniotis
Konstantinos Kourouniotis (en griego: Κωνσταντίνος Κουρουνιώτης; Quíos, 1872 - 1945, Atenas) fue uno de los principales arqueólogos griegos de los siglos XIX y XX.  

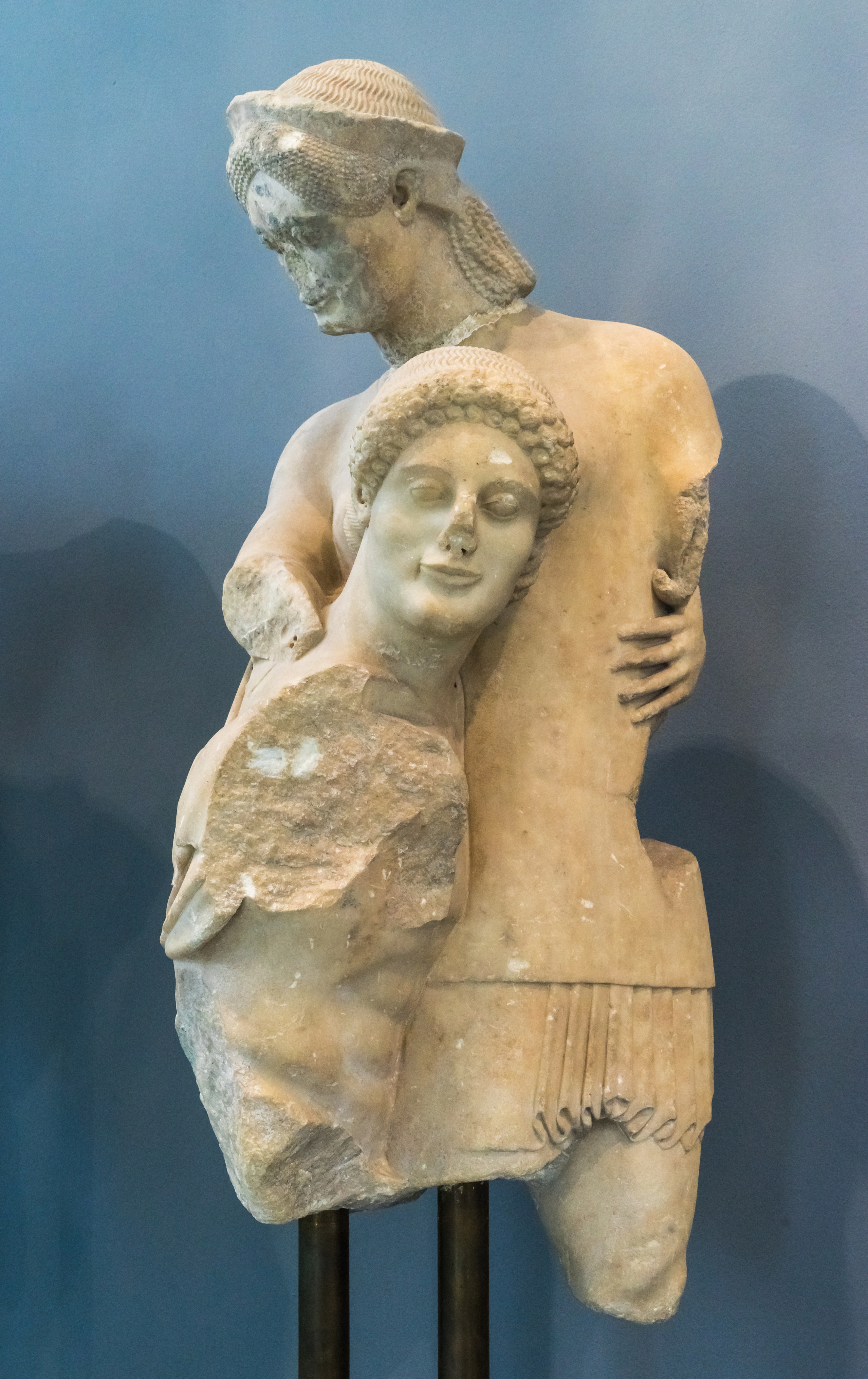
Teseo y Antíope, en torno al 510-490 a. C., hallada por Kourouniotis en el templo de Apolo Dafnéforo de Eretria. Museo Arqueológico de Eretria.

Excavó en Eretria entre 1897 y 1910, donde sacó a la luz los restos del templo de Apolo Dafnéforo, el tesmoforio, una gran tumba macedónica, los baños, la palestra y la puerta oeste.
Por otra parte, por encargo de la Sociedad Arqueológica de Grecia, desde 1902 dirigió una serie de excavaciones en Figalia y el sudeste de Arcadia.
Así, dirigió las excavaciones en Basas, ayudado por Panagiotis Kavvadias y Konstantinos Rhomaios. Cerca de este lugar se encuentra el monte Cotilo donde, en 1902 y 1903, excavó los templos de Afrodita y de Artemisa, también junto con Panagiotis Kavvadias.
Dentro del mismo programa de excavaciones, entre 1902 y 1904, excavó el santuario de Zeus en el monte Liceo así como el santuario de Despena de Licosura. Posteriormente, para albergar los hallazgos de este lugar fundó el museo de Licosura.
Entre 1915 y 1916 excavó en Kato Fana, en la isla de Quíos.
Trabajó también en Eleusis desde 1917 durante muchos años. Junto con Georgios Mylonas, sugirió que el denominado megaron B son los restos de un primitivo templo de época micénica.
Durante la ocupación griega de Asia Menor, junto con Georgios Sotiriou, excavó en Nisa y en Éfeso, en la iglesia de San Juan el Teólogo. Recorrió los territorios de la zona proyectando la creación de un museo para recoger todos los hallazgos que pudiera recopilar en Asia Menor. Reunió algunas antigüedades que quedaron depositadas en Esmirna hasta que en 1927, ya bajo dominio turco, fueron llevadas a una antigua iglesia griega pero sin documentos que indiquen su procedencia exacta.
A principios de la década de 1930 en colaboración con Homer Thompson excavó en la colina ateniense de Pnyx.
En 1939 localizó el yacimiento arqueológico donde se hallaba el palacio micénico de Pilos, denominado palacio de Néstor, en Epano Englianos.
Entre sus publicaciones pueden citarse Ανασκαφαί εν Κωτίλω (1903), Το εν Βάσσαις αρχαιότερον ιερόν του Απόλλωνος (1910) y Ελευσίς, Οδηγός των αναασκαφών και του Μουσείου, (1933). 